# Den blå lagunen (bok)
Den blå lagunen (engelska: The Blue Lagoon) är en romantisk coming-of-age-roman från 1908 av den irländske författaren Henry De Vere Stacpoole. Boken har filmatiserats ett flertal gånger: Den blå lagunen (1923), Den blå lagunen (1949), Den blå lagunen (1980) och dess uppföljare Tillbaka till den blå lagunen (1991). Själva idén med boken kom från att Stacpoole tyckte att samhället förlitar sig för mycket på vetenskapliga förklaringar, vilket förstör människans förundran om saker som kärlek, naturfenomen, döden och livet. Boken fick även två uppföljare med titeln The Garden of God och The Gates of Morning. 